# Padrenda

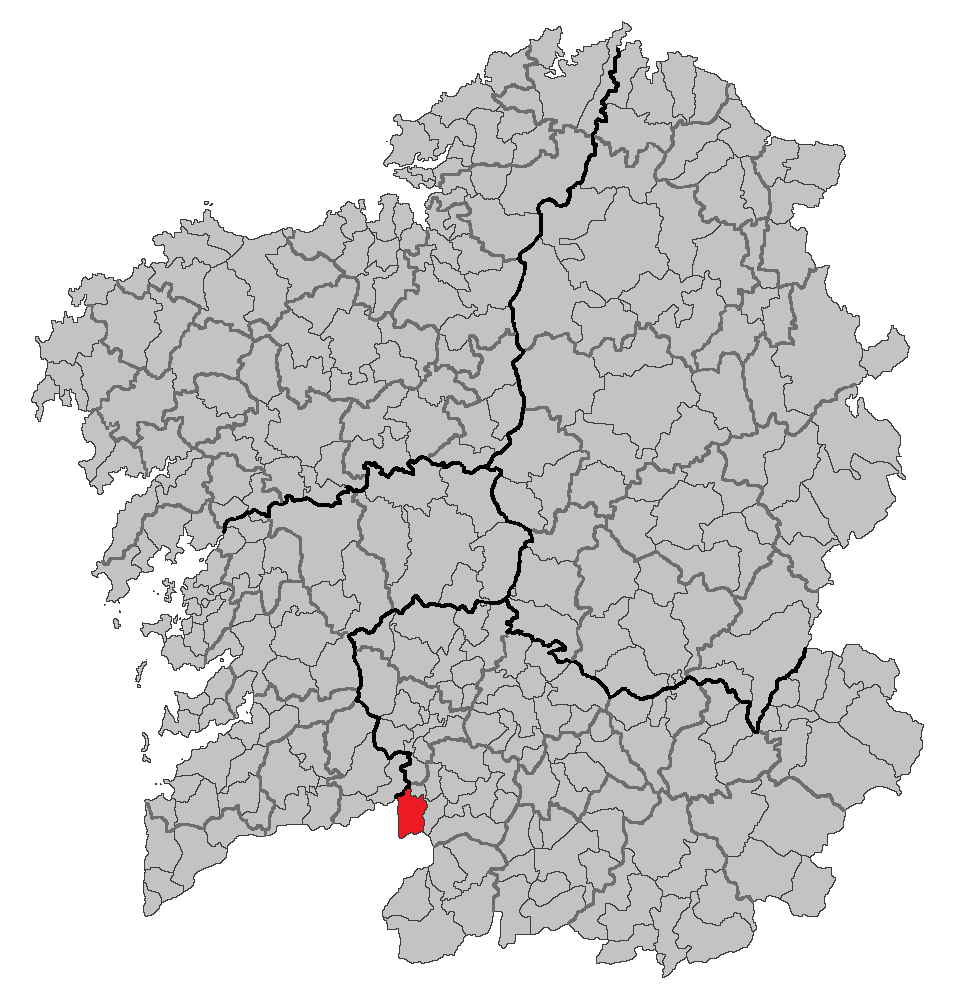
Localização de Padrenda

Padrenda é um município raiano da Espanha na província 
de Ourense, 
comunidade autónoma da Galiza, de área 60 km² com 
população de 2405 habitantes (2007) e densidade populacional de 43,35 hab/km².

## Demografia
| Variação demográfica do município entre 1991 e 2004 | Variação demográfica do município entre 1991 e 2004 | Variação demográfica do município entre 1991 e 2004 | Variação demográfica do município entre 1991 e 2004 |
| --------------------------------------------------- | --------------------------------------------------- | --------------------------------------------------- | --------------------------------------------------- |
| 1991                                                | 1996                                                | 2001                                                | 2004                                                |
| 2919                                                | 2843                                                | 2588                                                | 2479                                                |